# 十善戒
十善戒（じゅうぜんかい 英：ten good precepts）とは、仏教における十悪（十不善業道）を否定形にして、戒としたもの。比丘向けの戒であり、在家者には五戒、八戒が存在する。内容は、三業（身口意）にそれぞれ3-4-3で対応するようになっている。
大ヴァッチャ経において釈迦は、三毒（三不善根）と並べて十不善業道を説いている。
江戸時代後期の徳僧、慈雲尊者によって広く宣揚された。日本では真言宗系で重んじられるが、四国遍路の大衆化により宗派を問わず普及してきている。天台宗系では十重禁戒が重んじられる。

## 一覧
『十地経』（『華厳経』十地品）第二「菩薩住離垢地」で勧められる、菩薩としてなすべき十の良いことをすることの戒め。
- 身業
  - 不殺生(ふせっしょう)　故意に生き物を殺さない。
  - 不偸盗(ふちゅうとう)　与えられていないものを自分のものとしない。
  - 不邪淫(ふじゃいん)　不倫など道徳に外れた関係を持たない。
- 口業
  - 不妄語(ふもうご)　嘘をつかない。
  - 不綺語(ふきご)　中身の無い言葉を話さない。
  - 不悪口(ふあっく)　乱暴な言葉を使わない。
  - 不両舌(ふりょうぜつ)　他人を仲違いさせるようなことを言わない。
- 意業
  - 不慳貪(ふけんどん)　激しい欲をいだかない。
  - 不瞋恚(ふしんに[2])　激しい怒りをいだかない。
  - 不邪見(ふじゃけん)　（因果の道理を無視した）誤った見解[3]を持たない。

## 内容
ヴァッチャよ、殺生は不善である。殺生から離れることは善である。

ヴァッチャよ、偸盗は不善である。偸盗から離れることは善である。

ヴァッチャよ、邪淫は不善である。邪淫から離れることは善である。

ヴァッチャよ、妄語は不善である。妄語から離れることは善である。

ヴァッチャよ、両舌は不善である。両舌から離れることは善である。

ヴァッチャよ、悪口は不善である。悪口から離れることは善である。

ヴァッチャよ、綺語は不善である。綺語から離れることは善である。

ヴァッチャよ、貪欲は不善である。不貪欲は善である。	

ヴァッチャよ、瞋恚は不善である。不瞋恚は善である。

ヴァッチャよ、邪見は不善である。正見は善である。

ヴァッチャよ、これら十の不善法、十の善法がある。
—パーリ仏典,  パーリ仏典中部73 大ヴァッチャ経, Sri Lanka Tripitaka Project

### 十悪
- 身業
  - 殺生（巴: pāṇātipāta）　
  - 不与取（巴: adinnādāna）
  - 邪淫（巴: kāmesu micchācāra）
- 口業
  - 妄語（巴: musāvāda）
  - 綺語（巴: samphappalāpa）
  - 粗悪語（巴: pisuṇāvācā）
  - 離間語（巴: pharusāvācā）
- 意業
  - 貪欲（巴: abhijjhā）
  - 瞋恚（巴: vyāpāda）
  - 邪見（巴: micchādiṭṭhi）

### 十善業道
- 身業
  - 殺生から離れること（巴: pāṇātipātā veramaṇī, 梵: prāṇātipātāt prativirataḥ[4]）　
  - 不与取から離れること（巴: adinnādānā veramaṇī, 梵: adattādānāt prativirataḥ[4]）
  - 邪淫から離れること（巴: kāmesu micchācārā veramaṇī, 梵: kāmamithyācārāt prativirataḥ[4]）
- 口業
  - 妄語から離れること（巴: musāvādā veramaṇī, 梵: mṛṣāvādāt prativirataḥ[4]）
  - 綺語から離れること（巴: samphappalāpā veramaṇī, 梵: sambhinna-pralāpāt prativirataḥ[5]）
  - 粗悪語から離れること（巴: pisuṇāvācā veramaṇī, 梵: piśunavacanāt prativirataḥ[5]）
  - 離間語から離れること（巴: pharusāvācā veramaṇī, 梵: paruṣavacanāt prativirataḥ[5]）
- 意業
  - 無貪欲（巴: anabhijjhā, 梵: anabhidhyāluḥ[5]）
  - 無瞋恚（巴: abyāpāda, 梵: avyāpannacittaḥ[5]）
  - 正見（巴: sammādiṭṭhi, 梵: samyagdṛṣṭiḥ[5]）